# جوان غرينبرغ
جوان غرينبرغ (بالإنجليزية: Joanne Greenberg)‏ (24 سبتمبر 1932، بروكلين في الولايات المتحدة)؛ كاتِبة، كاتبة سيناريو وروائية أمريكية.

## روابط خارجية
- جوان غرينبرغ على موقع IMDb (الإنجليزية)
- جوان غرينبرغ على موقع مونزينجر (الألمانية)
- جوان غرينبرغ على موقع قاعدة بيانات الفيلم (الإنجليزية)